# El concierto
| Críticas profissionais | Críticas profissionais |
| Avaliações da crítica  | Avaliações da crítica  |
| Fonte                  | Avaliação              |
| ---------------------- | ---------------------- |
| Allmusic               | [ 1 ]                  |

El Concierto é o primeiro álbum ao vivo do cantor mexicano Luis Miguel, lançado em 1995. O álbum foi gravado em Agosto de 1994 durante uma de suas apresentações da tour do álbum Segundo Romance, incluindo três músicas inéditas: "Si Nos Dejan", "Amanecí en tus Brazos" e "El Rey".

## Faixas
| El Concierto — CD 1 | |                                                                        |         |  |
| N.º                 | Título | Compositor(es)                                                         | Duração |  |
| 1.                  | "Introducción" |                                                                        | 1:10    |  |
| 2.                  | "Luz Verde" | Rudy Pérez                                                             | 3:46    |  |
| 3.                  | "Pensar en Tí" | Francisco Céspede                                                      | 4:32    |  |
| 4.                  | "Dame Tu Amor" | Kiko Cibrián Adrian Possé                                              | 4:56    |  |
| 5.                  | "No Sé Tú" | Armando Manzanero                                                      | 3:46    |  |
| 6.                  | "Alguién Como Tú" | Ángel Márquez                                                          | 5:29    |  |
| 7.                  | "Medley: Yo Que No Vivo Sin Tí/Culpable O No/Más Allá de Todo/Fría Como el Viento/Entrégate/Tengo Todo Excepto a Tí/La Incondicional" | Pino Donnagio Vito Pallavicini Luís Gómez Escolar Juán Carlos Calderón | 16:33   |  |
| 8.                  | "Suave" | Orlando Castro Cibrián                                                 | 5:39    |  |
| Duração total:      | Duração total: | Duração total:                                                         | 44:31   |  |

| El Concierto — CD 2 |                         |                                              |         |  |
| N.º                 | Título                  | Compositor(es)                               | Duração |  |
| 1.                  | "Introducción Guitarra" |                                              | 1:33    |  |
| 2.                  | "Hasta Que Me Olvides"  | Juan Luís Guerra                             | 4:25    |  |
| 3.                  | "Que Nível de Mujer"    | Emílio Castillo Orlando Castro Stephen Kubra | 4:25    |  |
| 4.                  | "Historia de un Amor"   | Carlos Eleta Almarán                         | 3:52    |  |
| 5.                  | "Nosotros"              | Pedro Junco                                  | 3:16    |  |
| 6.                  | "Somos Novios"          | Manzanero                                    | 5:29    |  |
| 7.                  | "Sin Tí"                | Pepe Guizar                                  | 3:07    |  |
| 8.                  | "El Día Que Me Quieras" | Carlos Gardel Alfredo le Pera                | 3:59    |  |
| 9.                  | "La Media Vuelta"       | José Alfredo Jiménez                         | 2:44    |  |
| 10.                 | "Si Nos Dejan"          | Jiménez                                      | 2:32    |  |
| 11.                 | "Amanecí En Tus Brazos" | Jiménez                                      | 2:31    |  |
| 12.                 | "El Rey"                | Jiménez                                      | 2:22    |  |
| 13.                 | "Será Que No Me Amas"   | Calderón                                     | 4:36    |  |
| Duração total:      | Duração total:          | Duração total:                               | 40:52   |  |

## Singles
| #  | Título                  | EUA | LATIN POP | LATIN TROP | MEX REG |
| -- | ----------------------- | --- | --------- | ---------- | ------- |
| 1. | "Amanecí En Tus Brazos" | #3  | #3        | –          | #4      |
| 2. | "Si Nos Dejan"          | #1  | #2        | #2         | #1      |

## Prêmios e indicações
Em 1996, o álbum ganhou o Prêmio Eres na categoria "Melhor Álbum" e o Prêmio Lo Nuestro na categoria "Álbum Pop do Ano".

## Charts
| Chart (1995)               | Posição |
| -------------------------- | ------- |
| Billboard 200              | 45      |
| Billboard Latin Pop Albums | 2       |
| Billboard Top Latin Albums | 2       |

## Vendas e certificações
| Região | Certificação | Vendas/distribuição |
| --- | ------------ | ------------------- |
| Argentina (CAPIF) | 4x Platina   | 240.000x            |
| Bolívia | Ouro         |                     |
| Chile (IFPI) | Platina      | 20.000^             |
| Equador (IFPI) | Ouro         | 7.500x              |
| EUA (RIAA) | Ouro         | 500.000^            |
| México (AMPROFON) | Platina      | 250.000^            |
| Paraguai (IFPI) | Platina      | 10.000x             |
| Uruguai (IFPI) | Platina      | 6.000x              |
| Venezuela (IFPI) | 2x Platina   | 40.000x             |
| Resumos |              |                     |
| América Central | 3x Platina   |                     |
| *vendas baseadas apenas na certificação ^distribuições baseadas apenas na certificação xdistribuições não-especificadas baseadas apenas na certificação |              |                     |

| Região | Certificação | Vendas/distribuição |
| --- | ------------ | ------------------- |
| Argentina (CAPIF) | Platina      | 8.000x              |
| EUA (RIAA) | Ouro         | 50.000^             |
| *vendas baseadas apenas na certificação ^distribuições baseadas apenas na certificação xdistribuições não-especificadas baseadas apenas na certificação |              |                     |